# 珙县
珙 县在中国四川省南部，是宜宾市所辖的一个县，邻接云南省。
总面积1150平方公里，人口约42万。

珙县是四川重要的煤炭产地，中国华电集团在当地孝儿镇天堂坝投资建设华电珙县电厂，设计装机总容量为520万千瓦（2×60+4×100）。
珙县有森林75万亩，森林覆盖率47%，是全国造林绿化百佳县。
珙县有全国重点保护文物僰人悬棺、隘口牌坊。珙县龙即是在当地恐龙化石群发现并命名的古生物。

## 历史沿革
唐初在县境置巩、薛（萨）等羁縻州，元末明玉珍据蜀，于1362年置珙州，治所即今珙泉镇。明洪武四年（1371年）降珙州为珙县，隶于叙州府。

## 行政区划
珙县下辖10个镇、3个民族乡：
珙泉镇、巡场镇、孝儿镇、底洞镇、上罗镇、洛表镇、洛亥镇、王家镇、沐滩镇、曹营镇、玉和苗族乡、罗渡苗族乡和观斗苗族乡。